# Vladimir Bolotin

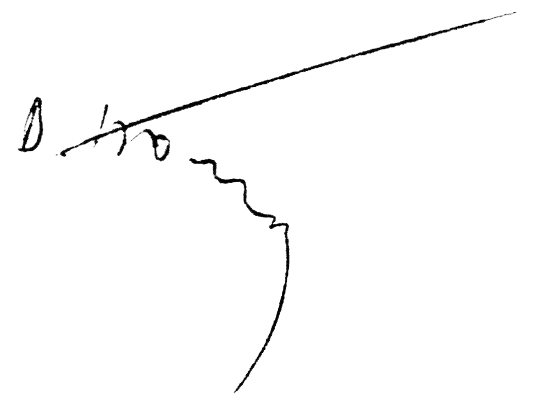
Assinatura de Vladimir

Vladimir Vasil'evich Bolotin (em russo:  Владимир Васильевич Болотин; Tambov, 29 de março de 1926 — Moscou, 28 de maio de 2008) foi um engenheiro russo.
Graduado em engenharia civil em 1948, com especialidade em pontes e túneis.